# Igreja de São José em Międzygórze

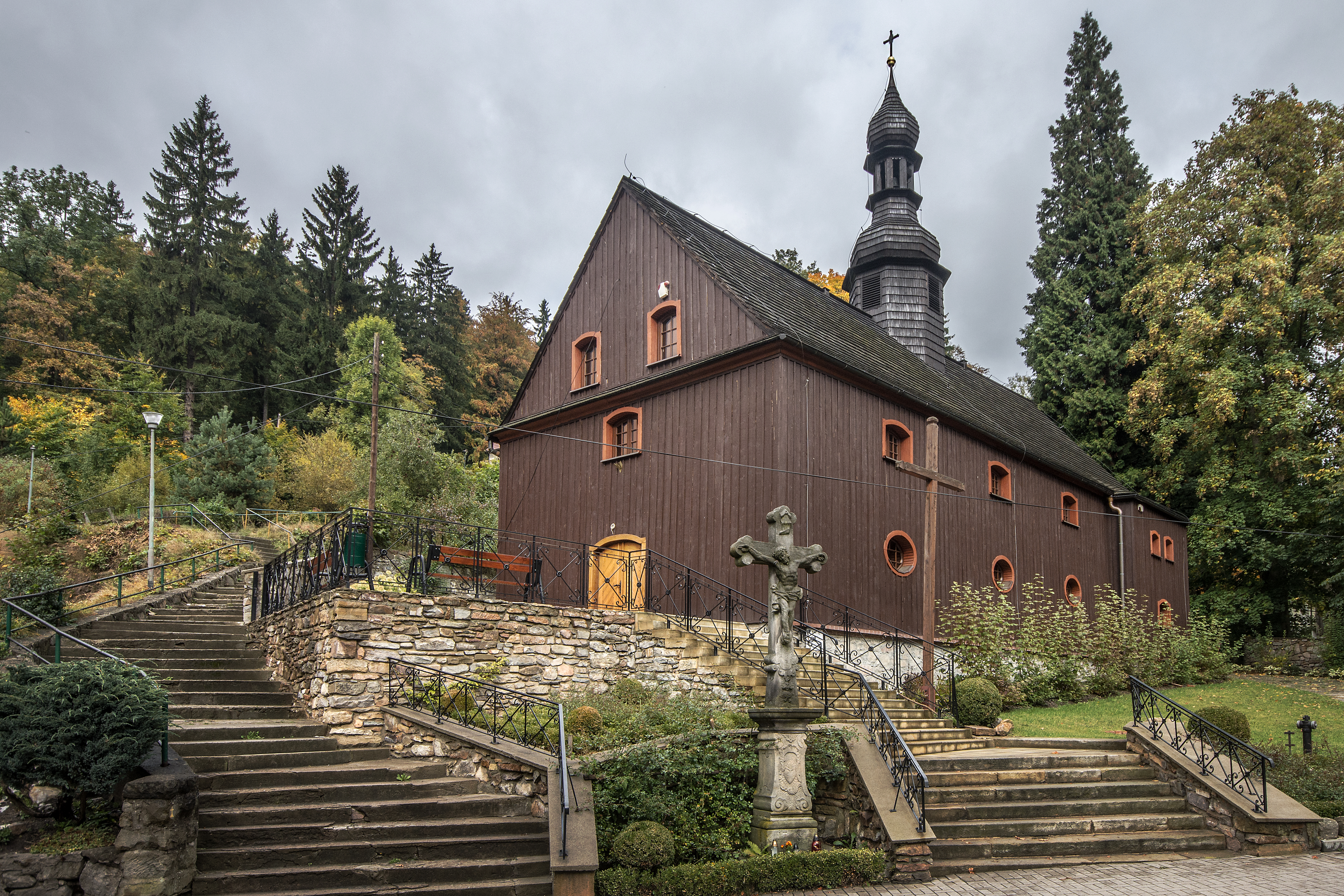
Igreja de São José

A Igreja de São José em Międzygórze é uma igreja paroquial católica romana de madeira dedicada a São José e construída nos anos de 1740 a 1742 em Międzygórze, na Polónia.
É uma das quatro igrejas de madeira preservadas na região de Kłodzko. Os outros estão localizados em Kamieńczyk, Nowa Bystrzyca e Zalesie. Até 2000, era a única igreja de madeira dos Sudetes com telhado de ardósia.

## História
A igreja de madeira em Międzygórze foi erguida no centro da vila nos anos de 1740 a 1742 como uma igreja cemitério. Foi construída pelos construtores locais Friedrich Knietig de Wilkanów e Heinrich Ludwig de Pławnica, usando padrões de arquitetura de tijolos sagrados da região de Kłodzko. Nos anos de 1790 a 1792, o sino foi reformado e, na segunda metade do século XIX, o teto da capela-mor foi reconstruído e foi feito o atual interior decorativo da igreja. Em 1924, o carpinteiro Ignatz Herfort provavelmente reconstruiu o teto da nave e construiu um novo telhado, que foi coberto com ardósia. As placas de ardósia utilizadas, com uma área de aproximadamente 1 m², provêm da única pedreira de ardósia greywacke nos Sudetes, localizada perto de Jarnołtówek. Em 2001, a ardósia foi removida do telhado e o sino e a telha foram colocados. Em 2013, a fachada externa foi reformada.

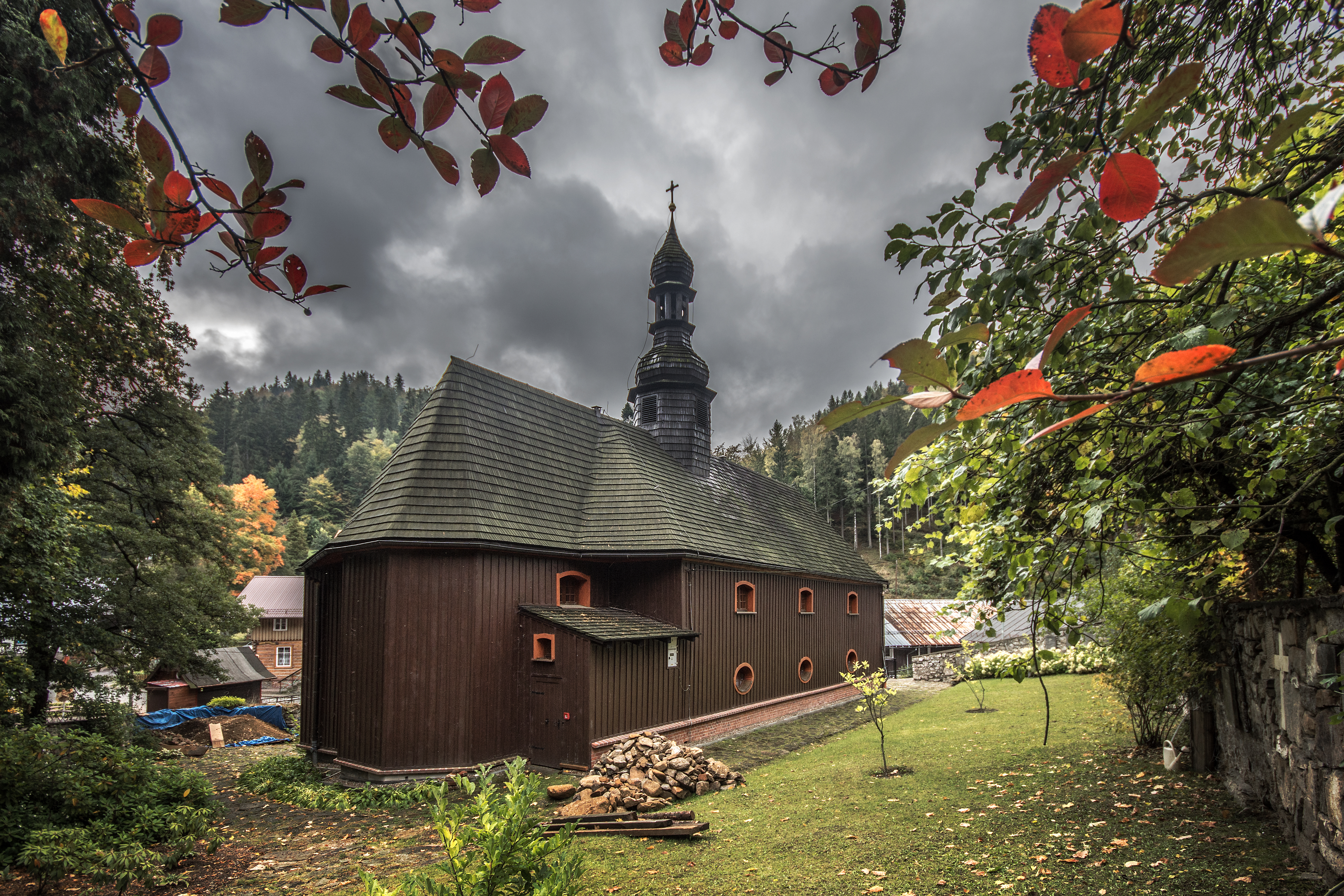
Elevação traseira
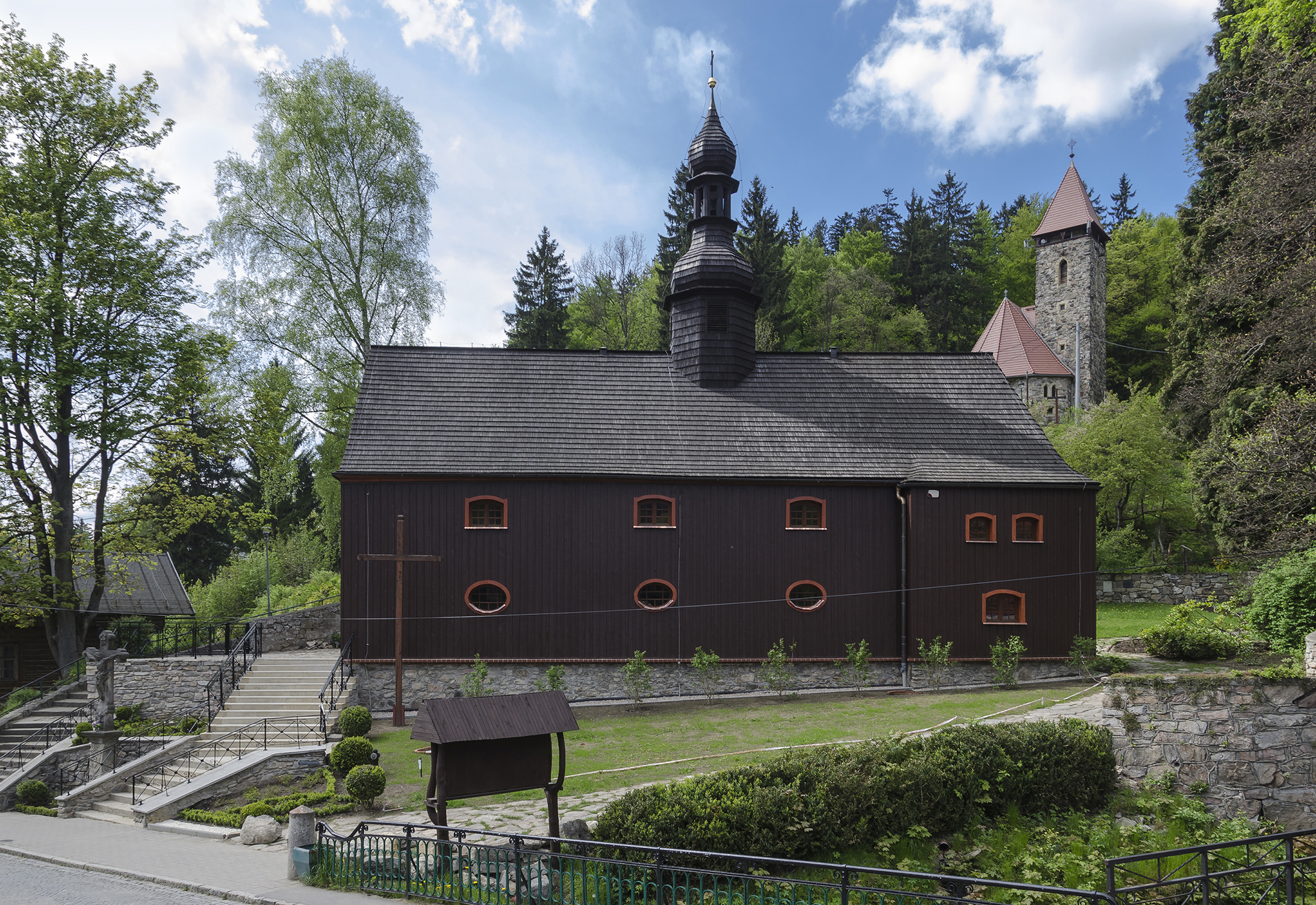
Elevação sul
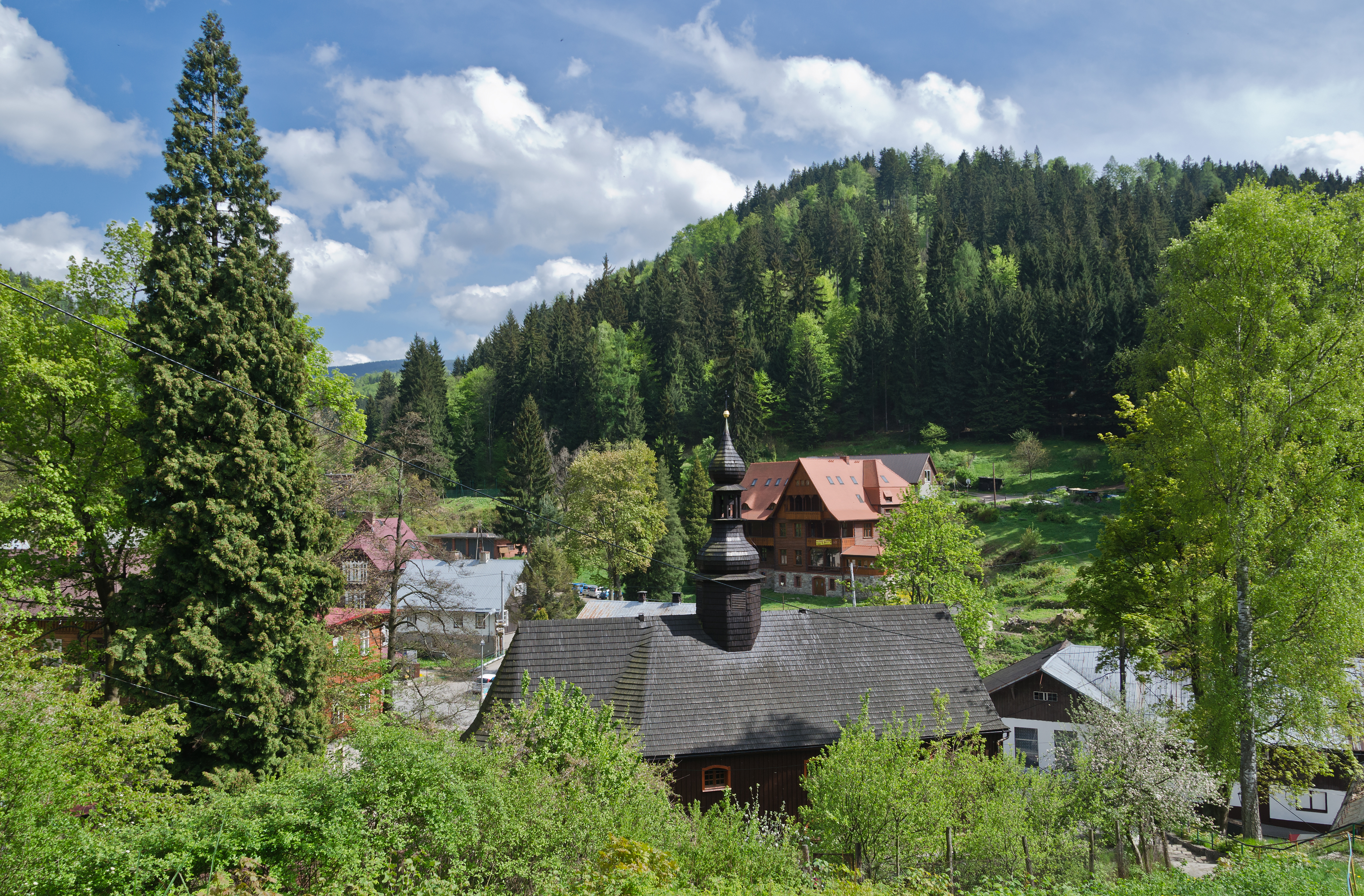
Visão geral

## Arquitetura e equipamentos
Uma construção de carcaça, feita de madeira, de, não orientada. Sem torre, nave única, com capela-mor mais estreita e fechada nos três lados, com sacristia lateral. Na entrada existe um alpendre. A igreja é coberta por uma cobertura de telha única com espira octogonal de estrutura esquelética, rematada por cúpula em forma de cebola com lanterna e cruz. Fileiras de janelas nas paredes com tábuas verticais.
No interior, por cima da nave, uma viga de tecto com vigota superior, com vigas angulares e um arranjo decorativo de corrediças em espinha, caiadas de branco, decoradas com um rasto geométrico dourado. O presbitério é coberto por um forro em caixotões de ripas perfiladas, rosáceas em baixo-relevo e decorações pintadas sobre fundo azul. Coro musical e galerias laterais conectadas por uma balaustrada dividida em bairros, também preenchidos com baixos-relevos.
O equipamento mais importante: a escultura da Sagrada Família na trave de Michał Ignacy Klahr; altar-mor de 1740 com pintura de São José e o menino Jesus em um retábulo em forma de folha feito por Hieronim Richter [2]; altar lateral da Mãe de Deus com o Menino com mensa barroca da segunda metade do século XIX; um púlpito de madeira com pinturas dos evangelistas e um dossel barroco, encimado por tabuinhas com os 10 mandamentos, de 1908; frente de órgão e pia batismal da segunda metade do século XIX feita no estilo do historicismo; Estações da Cruz fundada no século XVIII como oferendas votivas pedindo chuva que não choveu durante três meses e inúmeras esculturas e pinturas do século XVIII ao início do século XX.

## Arredores da igreja
Lápides na parede ao redor do templo. Em frente à igreja, há uma estátua barroca de pedra da Crucificação de 1781.

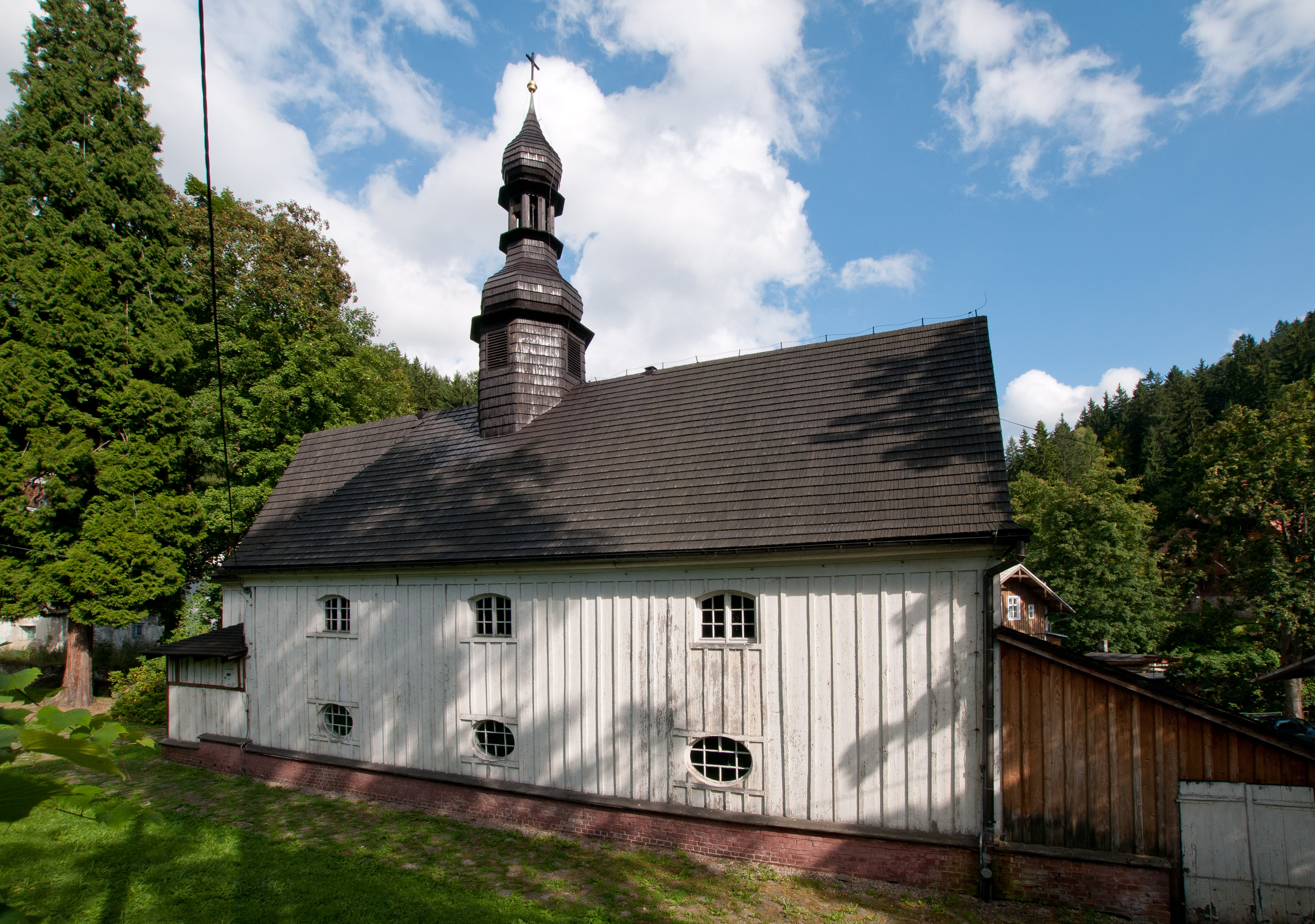
Elevação norte, antes da renovação em 2013
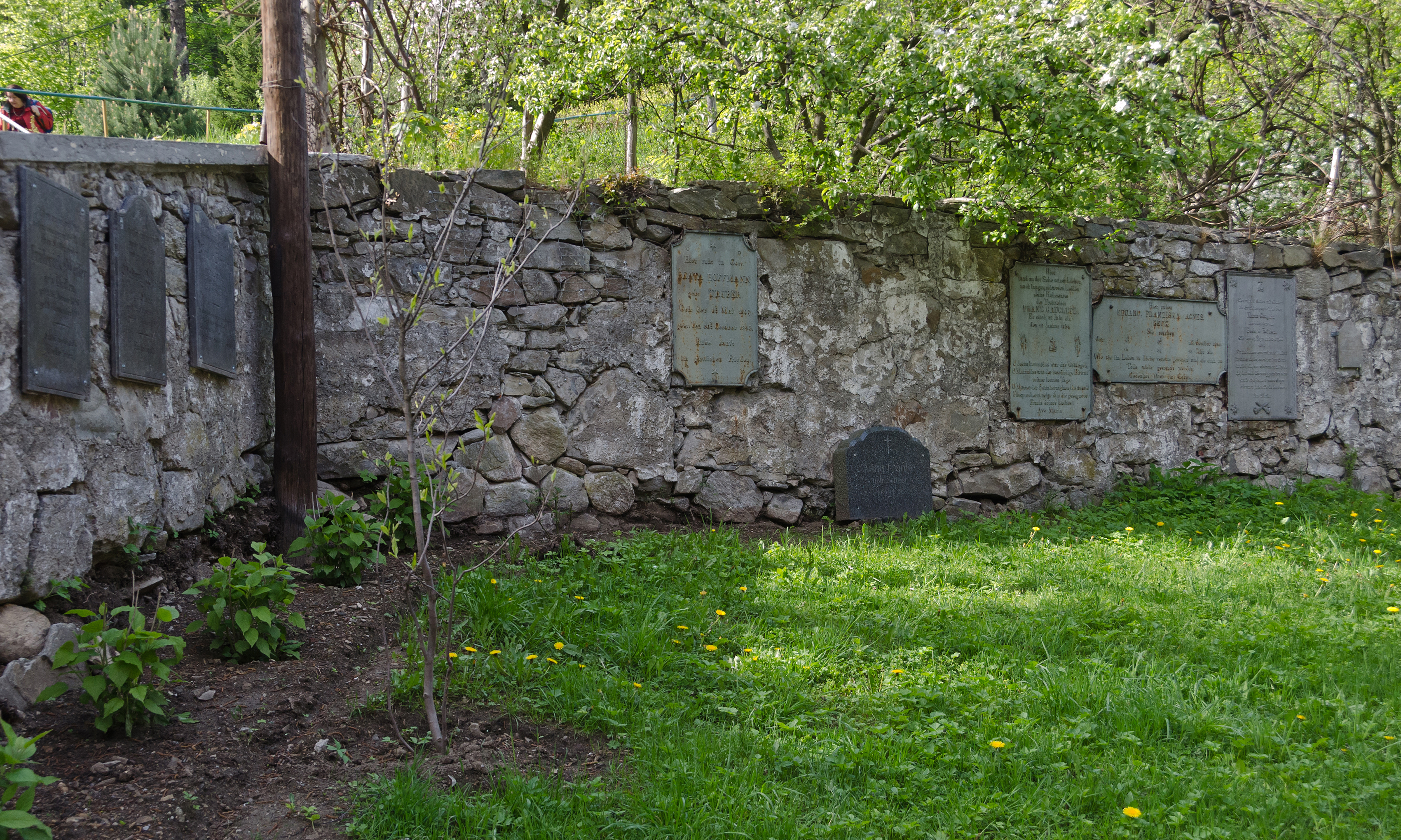
Arredores: lápides na cerca
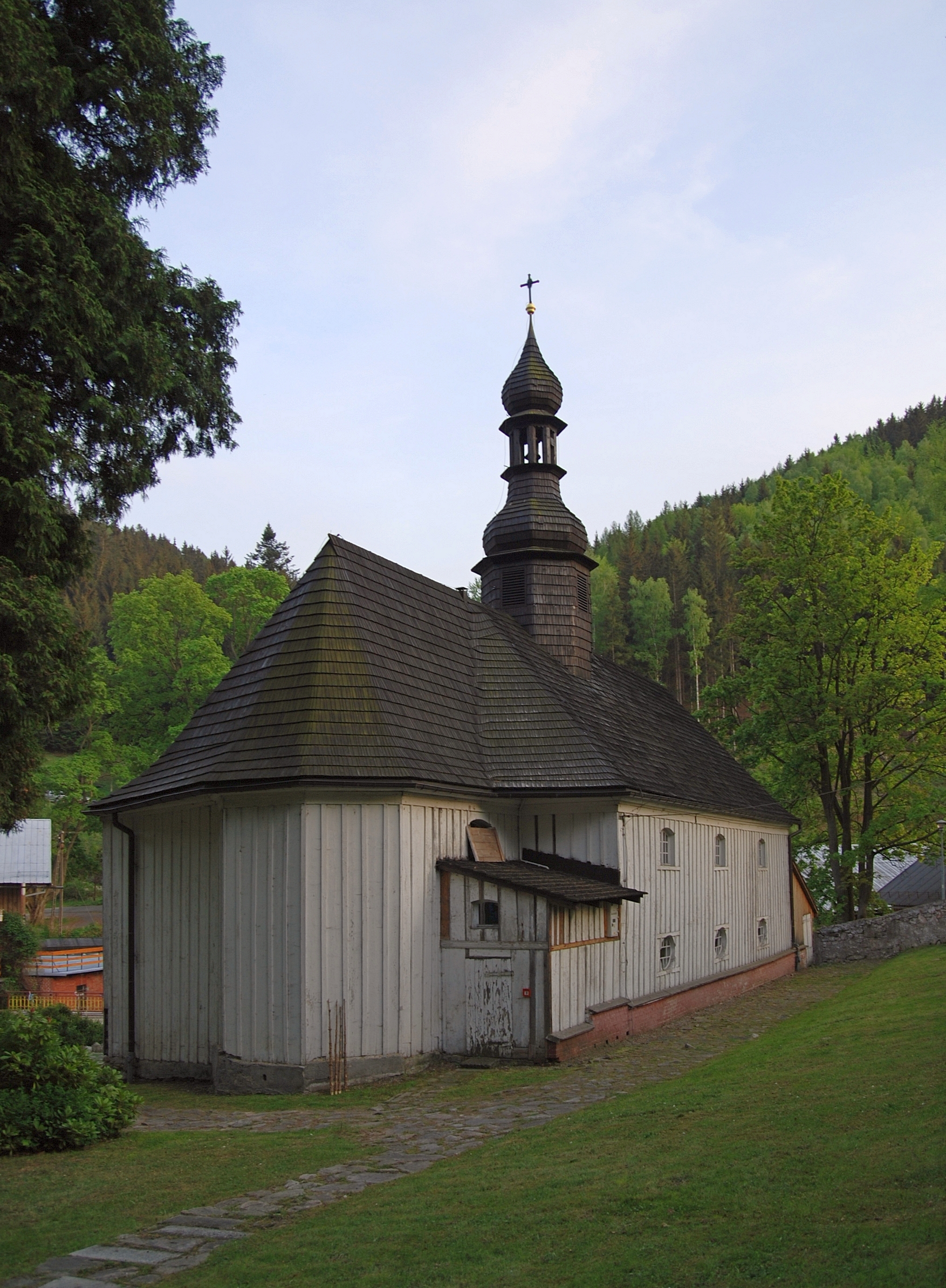
Elevação traseira antes da reforma em 2013